# Старокалмашево
Старокалма́шево (баш. Иҫке Ҡалмаш) — село в Чекмагушевском районе республики Башкортостан, центр Старокалмашевского сельсовета.  Согласно переписи 2020 года население составляло 1583 человек.

## Географическое положение
Расположено примерно в 40 км от федеральной трассы M-7 «Волга», на автодороге Кушнаренково — Чекмагуш — Бакалы.
Разделено на две равные части рекой Калмаш, которая впадает в реку Чермасан.
Расстояние до:
- районного центра (Чекмагуш): 12 км,
- ближайшей ж/д станции (Буздяк): 79 км.

## История
В «Списке населенных мест по сведениям 1870 года», изданном в 1877 году, населённый пункт упомянут как деревня Старая Калмашева 4-го стана Белебеевского уезда Уфимской губернии. Располагалась при речке Калмашке, по правую сторону просёлочной дороги из Белебея в Бирск, в 130 верстах от уездного города Белебея и в 60 верстах от становой квартиры в деревне Курачева. В деревне, в 135 дворах жили 893 человека (435 мужчин и 458 женщин, татары, башкиры), были 2 мечети, волостное правление, училище, кожевенный завод. Жители занимались извозничеством.

## Население
| 2002 | 2009  | 2010  |
| ---- | ----- | ----- |
| 1903 | ↘1837 | ↗1849 |

## Образование
В 1848 году открыта первая религиозная школа. В 1907—10 годах открывается медресе для девочек. В 1907 году — трехклассная школа для мальчиков.
В 1920—21 учебном году начинает работу 4-хкомплектная начальная школа. Она стала образцом, благодаря чему в 1924—25 учебном году отдел народного образования Белебеевского кантона назначил школу опорной. Её первым директором стал Гали Калметов.
В 1922 году открывается школа II ступени. В 1924—25 учебном году состоялся её первый выпуск.
В 1932 году открывается ШКМ. Первым директором был И.Акчурин.
В 1941—42 учебном году школа стала средней.
В 1969 году построено типовое здание.

## Улицы
- ул. 55 лет Победы;
- ул. Габдуллы Тукая;
- ул. Гагарина;
- ул. Гайсина Карама;
- ул. Галимовых;
- ул. Ирека Шакирова;
- ул. Ленина;
- ул. Мира;
- ул. Молодёжная;
- ул. Мусы Гареева;
- ул. Нефтяников;
- ул. Октябрьская;
- ул. Пушкина;
- ул. Революционная;
- ул. Садовая;
- ул. Новая;
- ул. Советская.

## Религия
В селе есть мечеть.
В 1848 году открыла двери медресе. К 1897—98 годам возведена третья мечеть (теперь здесь место старой школы). Школой-медресе руководил мулла Шэкур Дэукэев.

## Известные выходцы
- Казыханова, Фаузия Гиниятуллиновна — отличник народного просвещения РСФСР.
- Хазиев, Гадельгарей Закирович (род. 15 мая 1930) — ветеринарный врач, почетный академик АН РБ (1995), доктор ветеринарных наук (1982), профессор (1986).

## Фотогалерея
- Пешеходный мост
- Мечеть
- Улица Гагарина